# Mitchell Zuckoff
Mitchell Zuckoff est un écrivain et professeur de journalisme à l'université de Boston.